# Scholastyka Ostaszewska
Scholastyka Katarzyna Ostaszewska (ur. 1805, zm. 2 grudnia 1862) – polska działaczka niepodległościowa w zaborze rosyjskim związana z kręgiem tzw. Entuzjastek, dążących do zwiększenia aktywności kobiet w życiu publicznym.

## Życiorys
Urodziła się w 1805 roku w miejscowości Choszczewka jako córka Franciszka Klickiego, dziedzica dóbr Choszczewki i Marianny z Koźniewskich. W wieku kilku lat straciła ojca i była wychowywana przez matkę. 
W wieku 18 lat wyszła za mąż za Wiktora Ostaszewskiego, posiadacza dóbr ziemskich Brzozowo Nowe, któremu urodziła dwoje dzieci: córkę Sabinę (1824-1853) i syna Władysława (1827-1863). 
Ok. 1827-1830 zakupiła z mężem majątek ziemski Łączyno Stare. Po powstaniu listopadowym (w którym wziął udział m.in. jej stryjeczny brat, generał Stanisław Klicki) przeniosła się z rodziną do Warszawy. W 1843 roku zmarł w Warszawie jej mąż.
W Warszawie rozwinęła działalność konspiracyjną i utrzymywała bliskie związki z działaczami niepodległościowej Organizacji 1848 roku. Należała do organizatorek kobiecej komórki Organizacji. Związała się z kręgiem Entuzjastek, pierwszą polską grupą feministyczną dążącą do samorealizacji kobiet i zwiększenia ich aktywności w życiu publicznym.
Jej warszawskie mieszkanie było przez wiele lat przytuliskiem dla młodzieży spiskowej i ośrodkiem konspiracji niepodległościowej. Stanowiło ważny salon towarzyski; w skład uczestników spotkań wchodzili ludzie najbardziej zaufani i zaangażowani w działalność konspiracyjną. Na spotkaniach w jej domu w Warszawie bywali m.in. Teodozjusz Krzywicki, Narcyza Żmichowska, przychodziło też niemało młodych spiskowców, ich krewnych, przyjaciół, znajomych.
Przewoziła z Krakowa do Warszawy zakazane wydawnictwa. Ułatwiała i pośredniczyła w korespondencji spiskowców z działaczami niepodległościowymi w innych zaborach. Pomagał jej w tym syn, Władysław Ostaszewski, związany z organizacją spiskową Henryka Krajewskiego, który jako inżynier kolei żelaznej wykorzystywał pracę na kolei do kontaktów ze spiskowcami i do kolportażu wydawnictw. 
W 1851 Komisja Śledcza w Warszawie, powołana przez władze rosyjskie do tropienia przestępstw politycznych w Królestwie, nakazała roztoczyć nad nią ścisły nadzór policyjny. 
15 marca 1853 zmarła jedyna jej córka, Sabina z Ostaszewskich 1 voto Kamieńska, 2 voto Rostkowska (1824-1853), wdowa po Ignacym Kamieńskim (1813-1846), więźniu politycznym zamęczonym na śmierć 9 lutego 1846 w Cytadeli Warszawskiej, w powtórnym zamęściu za Marcelim Rostkowskim. Ona sama zmarła w Warszawie 2 grudnia 1862 roku.. Pół roku po jej śmierci poległ w powstaniu styczniowym jedyny jej syn, Władysław Ostaszewski (1827–1863).